# Pont Arrobi
El pont Arrobi (Puente Arrobi en castellà; Arrobi zubia en euskera) és un menut pont d'estil romànic situat al municipi d'Auritz (Navarra, Espanya). És més conegut popularment com al pont Romà, encara que els seus orígens no són romans sinó medievals.
És un senzill pont d'un sol ull d'arc semicircular i estil romànic. Permet travessar el riu Urrobi, un curt afluent de l'Irati. Es troba a l'antic camí que des de Auritz anava cap al vall d'Arce. Se situa a un poc més d'un quilòmetre i mig de distància de la localitat. L'actual carretera NA-140 travessa el mateix riu uns 100 metres aigües avall.
Els pelegrins medievals que passaven per Auritz escollien generalment la ruta principal que anava a través d'Aurizberri i Viscarret. No obstant això, alguns prenien una ruta menor paral·lela que transitava a través de la Vall d'Arce. El pont d'Arrobi es trobava en esta ruta secundària.
Figura com a element associat, amb el número 159, del bé «Camins de Santiago de Compostel·la: Camí francès i Camins de el Nord d'Espanya», declarat Patrimoni de la Humanitat per la UNESCO el 1993 i ampliat el 2015.